# 電視金鐘獎兒童節目獎得獎列表
金鐘獎兒童節目獎是由文化部影視及流行音樂產業局在臺灣舉辦的現行頒發獎項，1981年首設金鐘獎設兒童節目獎，2004年起獎項名稱改為兒童少年節目獎。2022年起，恢復獨立獎項，與少年節目獎拆分。

## 歷屆得獎暨入圍名單
|  | 獲獎者 |

### 兒童節目獎（第16屆~第38屆）
| 年度            | 得獎電視作品                                  | 其他入圍作品 |
| --------------- | --------------------------------------------- | --- |
| 1981 （第16屆） | 《小朋友》 華視                               | 《一二三到台視》／台視 |
| 1982 （第17屆） | 《小朋友》 華視                               | |
| 1983 （第18屆） | 《兒童天地》 中視                             | |
| 1984 （第19屆） | 《小小新聞》 中視                             | 《小朋友》／中華電視台 《快樂小天使》／臺灣電視事業股份有限公司 |
| 1985 （第20屆） | 《兒童天地》 中視                             | 《小小主人翁》／中華電視台 《快樂小天使》／臺灣電視公司 |
| 1986 （第21屆） | 《兒童天地》 中視                             | 《中國文字》／格林視聽有限公司 《別小看我》／大鑼製作公司 |
| 1987 （第22屆） | 《只要我長大》 華視                           | 《咕咕感應圈》／臺灣電視公司 《童詩童心》／冠一傳播公司 |
| 1988 （第23屆） | 《動物之妙系列》 尖端攝影綜藝有限公司         | 《兒童天地》／中國電視公司 《童話世界》／中國電視公司 |
| 1989 （第24屆） | 《剪刀、石頭、布》 中華電視公司               | 《古蹟頌》／臺灣電視公司 《兒童天地》／中國電視公司 |
| 1990 （第25屆） | 《動物之妙》 公視                             | 《彩虹森林》／財團法人廣播電視事業發展基金公共電視節目製播組 《問題貓》／臺灣電視公司 |
| 1991 （第26屆） | 《幼教100》 台灣電視公司                      | 《阿公講古》／財團法人廣播電視事業發展基金公共電視節目製播組 《兒童天地》／中國電視公司                                                                                                   |
| 1992 （第27屆） | 《兒童天地》 中視                             | 《小小舞台真奇妙》／廣播電視事業發展基金公共電視節目製播組 《童話世界》／中國電視公司 |
| 1993 （第28屆） | 《我的童年我的歌》 公視                       | 《我是好寶寶》／臺灣電視公司 《兒童天地》／中國電視公司 |
| 1995 （第30屆） | 《妙精靈》 廣電基金                           | 《小小圖書館》／廣電基金 《伴我成長路－兒童法律常識》／廣電基金 |
| 1997 （第32屆） | 《我的童年我的歌》 廣電基金                   | 《大自然教室》／中華電視公司 《城門城門雞蛋糕》／中華電視公司 《嗨！你在家嗎？》／廣電基金 《聰明孩子王》／臺灣電視公司                                                                   |
| 1999 （第34屆） | 《台灣孩子王》 民間全民電視公司               | 《水果冰淇淋》／財團法人公共電視文化事業基金會 《我的童年不一樣》／臺灣電視事業股份有限公司 《畫畫一０一》／財團法人公共電視文化事業基金會 《遊戲跟我來》／財團法人公共電視文化事業基金會 |
| 2000 （第35屆） | 《坷垃傳奇》 財團法人公共電視文化事業基金會   | 《水果冰淇淋》／財團法人公共電視文化事業基金會 《台灣孩子王》／民間全民電視股份有限公司 《畫畫101》／財團法人公共電視文化事業基金會 《親子call call 樂》／東森傳播事業股份有限公司        |
| 2001 （第36屆） | 《水果冰淇淋》 財團法人公共電視文化事業基金會 | 《天使當家》／中華電視公司 《迪士尼玩科學》／博偉家庭娛樂股份有限公司 《開口唸好詩》／財團法人華岡興業基金會 《畫畫101》／帝國全傳播有限公司                                              |
| 2002 （第37屆） | 《別小看我》 財團法人公共電視文化事業基金會   | 《下課花路米》／財團法人公共電視文化事業基金會 《少年哈周刊》／財團法人公共電視文化事業基金會 《開口笑》／中華電視公司 《遊戲ｅ學堂》／中國電視事業股份有限公司                           |
| 2003 （第38屆） | 《少年哈週刊》 財團法人公共電視文化事業基金會 | 《大愛小記者》／大愛衛星電視股份有限公司 《我們這一班》／群和影視製作有限公司 《坷拉傳奇》／完形影視製作有限公司 《故事親親說》／中華電視股份有限公司                                     |

### 兒童節目獎（第57屆～至今）
| 年度 （屆數）   | 電視作品 |
| --------------- | --- |
| 2022 （第57屆） | 《下課花路米－壯遊闖天下》／財團法人公共電視文化事業基金會                                                                          |
| 2022 （第57屆） | 《GO！蔬菜小隊！》／客家電視台 |
| 2022 （第57屆） | 《Tahu生火吧》／財團法人原住民族文化事業基金會                                                                                      |
| 2022 （第57屆） | 《水果冰淇淋》／財團法人公共電視文化事業基金會                                                                                      |
| 2022 （第57屆） | 《酷wawa》／財團法人原住民族文化事業基金會                                                                                          |
| 2023 （第58屆） | 《叫我野孩子》／大逆光影音製作有限公司                                                                                              |
| 2023 （第58屆） | 《WAWA 哇!》／財團法人公共電視文化事業基金會、客家電視台、財團法人原住民族文化事業基金會、財團法人公共電視文化事業基金會-公視臺語台 |
| 2023 （第58屆） | 《悄悄話》／波乘有限公司、財團法人富邦文教基金會                                                                                    |
| 2023 （第58屆） | 《超級總動員》／東森電視事業股份有限公司                                                                                            |
| 2023 （第58屆） | 《節氣 x 六感實驗室》／大溥影音製作有限公司、財團法人公共電視文化事業基金會                                                         |
| 2024 （第59屆） | 《海洋日記》／財團法人富邦文教基金會、財團法人公共電視文化事業基金會、先決影像製作有限公司                                          |
| 2024 （第59屆） | 《WAWA 哇!》／財團法人公共電視文化事業基金會、優視傳播股份有限公司、客家電視台、財團法人原住民族文化事業基金會                      |
| 2024 （第59屆） | 《小孩酷斯拉2》／白色球鞋影音製作有限公司、財團法人公共電視文化事業基金會                                                           |
| 2024 （第59屆） | 《叫我野孩子2》／大逆光影音製作有限公司                                                                                             |
| 2024 （第59屆） | 《台灣囡仔、讚！》／財團法人公共電視文化事業基金會                                                                                  |
| 2025 （第60屆） | |
|                 | |
|                 | |
|                 | |
|                 | |

## 外部連結
- 廣播電視金鐘獎官方網站 （页面存档备份，存于）
- 歷屆電視金鐘獎得獎入圍名單 （页面存档备份，存于），文化部影視及流行音樂產業局